# Belladonnalilie

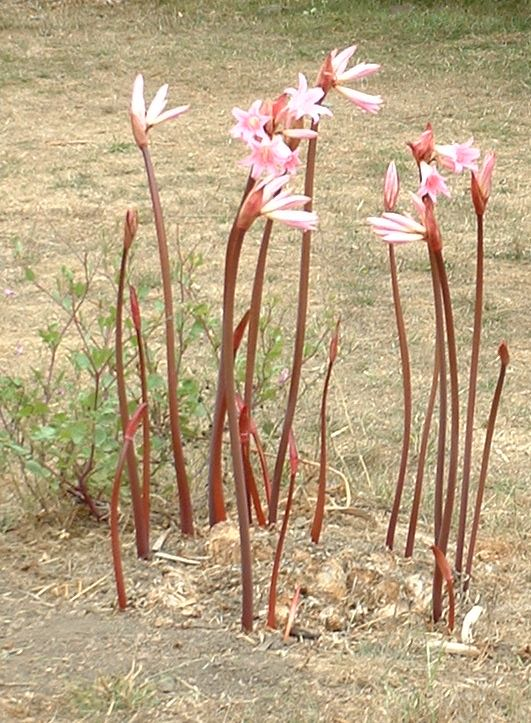
Wenn die Belladonnalilie blüht, sind die Laubblätter noch nicht sichtbar.

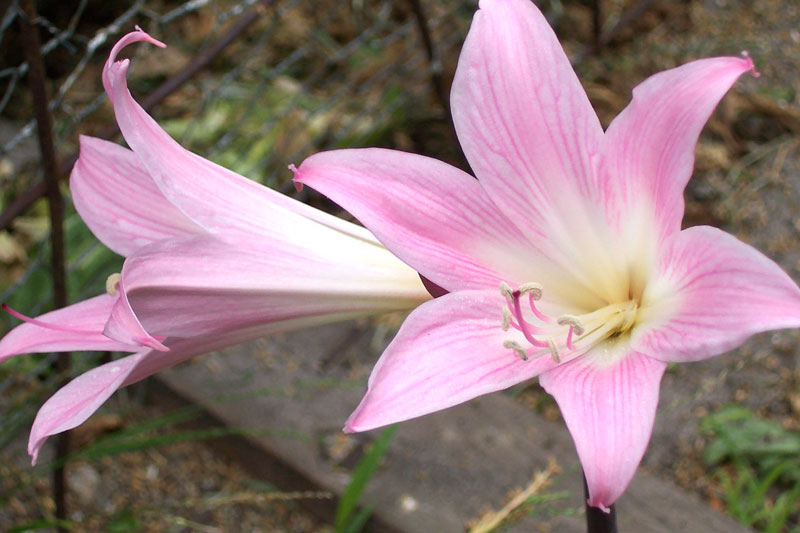
Blüten mit den nach oben gebogenen Staubblättern und Griffel

Die Belladonnalilie (Amaryllis belladonna), auch Echte Amaryllis genannt, ist eine Pflanzenart aus der Familie der Amaryllisgewächse (Amaryllidaceae). Das Artepitheton belladonna bedeutet ‚schöne Frau‘.
Umgangssprachlich und auch im Pflanzenhandel werden noch weitere Arten der Amaryllisgewächse als Amaryllis bezeichnet, insbesondere die aus Südamerika stammenden Arten der Rittersterne (Hippeastrum). Diese werden um die Weihnachtszeit überwiegend als Triebzwiebeln verkauft.
Die Belladonnalilie ist eine beliebte und weitverbreitete Zimmerpflanze. Sie stammt aus Südafrika und wurde im 18. Jahrhundert aus der südwestlichen Kapprovinz eingeführt.

## Merkmale
Es handelt sich um eine ausdauernde krautige Pflanze. Dieser Geophyt bildet eine Zwiebel als Überdauerungsorgan aus. Die schmalen, parallelnervigen Laubblätter werden etwa 14 bis 60 cm lang und sterben jedes Jahr ab.
Der Blütenstandsschaft ist nicht hohl wie bei Hippeastrum. An einem Blütenstand stehen bis zu zwölf Blüten zusammen.
Die zwittrigen, dreizähligen Blüten weisen eine Länge von 10 cm und einen Durchmesser von etwa 8 cm auf. Die sechs Blütenhüllblätter sind gleichgestaltig. Die sechs Staubblätter und der Griffel sind nach oben gebogen.
Bei der Belladonnalilie erscheinen die kräftig, leuchtend roten Blütenstängel mit den hell bis dunkelrosa Trompetenblüten im August direkt aus der blattlosen Zwiebel. Nach der Blüte erscheinen die Laubblätter, die im April/Mai des Folgejahres absterben. Nun durchläuft die Zwiebel ihre Ruhephase bis August.
Die Chromosomenzahl beträgt 2n = 22, seltener 44.

## Vorkommen
Amaryllis belladonna ist in der südwestlichen und östlichen Kapprovinz von Südafrika heimisch. Dies allerdings nur in Gegenden mit Winterregen. Die Arten der Gattung Hippeastrum hingegen kommen hauptsächlich im tropischen Amerika vor.

## Nutzung

### Wirkstoffe
Alle Pflanzenteile enthalten giftige Amaryllidaceen-Alkaloide. Der höchste Giftgehalt liegt in der Zwiebel vor. Amellin ist das Hauptalkaloid, ferner liegen die Alkaloide Lycorin, Caranin, Acetylcaranin und Undulatin vor. Je nach Quelle wird auch Lycorin als Hauptalkaloid angegeben. Eventuell liegen hier regionale und jahreszeitliche Unterschiede vor. Die Arten der Gattung Hippeastrum enthalten ähnliche Alkaloide.

### Verwendung
Früher wurden Extrakte der Pflanze als Pfeilgift verwendet. Die Vertreter beider Gattungen erfreuen sich nach wie vor als Zier- und Topfpflanzen großer Beliebtheit.

### Symptome
Beim Menschen umfassen die Vergiftungssymptome Übelkeit, Erbrechen, Benommenheit und Schweißausbrüche. Außerdem treten Durchfall und Nierenbeschwerden auf. Bei schweren Vergiftungen tritt der Tod durch Atemstillstand ein.

### Pharmakologie
Die in Amaryllis belladonna enthaltenen Alkaloide wirken zelltoxisch und sind als sehr giftig (Ib) eingestuft. Vor allem die Samen und Zwiebeln von Amaryllis und Hippeastrum sind sehr giftig. Es wurden in Afrika bereits Todesfälle von Kindern nach dem Verzehr der Zwiebeln dokumentiert. Die LD50 für Mäuse liegt bei 5 mg/kg Körpergewicht bei intraperitonealer Applikation. 200 g frisches Zwiebelmaterial sind für Schafe tödlich. Für den Menschen ist bereits eine Dosis von 2–3 g Zwiebelmaterial tödlich. Die  LD50, nur von Lycorin, liegt bei 41 mg/kg Körpergewicht für einen Haushund. Ambellin ist analgetisch in der Wirksamkeit vergleichbar mit Morphin. Für den Einsatz in der Medizin ist das Alkaloid jedoch viel zu giftig. Acetylcaranin wirkt stimulierend auf den Uterus und weist antileukämische Aktivität auf. Caranin hingegen führt im Tierversuch zu Atemlähmung und Tod. Das Alkaloid Lycorin ist zytotoxisch und wirkt außerdem emetisch und diuretisch.

### Erste Hilfe und klinische Therapie
Als Sofortmaßnahme sollte das Auslösen von Erbrechen durchgeführt werden. Neben der Gabe von Aktivkohle und Natriumsulfat sollte viel getrunken werden, vor allem Tee. Ebenso sollte eine Schockprophylaxe durchgeführt werden. In der klinischen Therapie erfolgt eine Magenspülung, gegebenenfalls mit Kaliumpermanganat. Ferner eine Elektrolytsubstitution, eine Azidosebehandlung mit Natriumbicarbonat. Außerdem erfolgt eine Kontrolle der Nierenfunktion und bei Krämpfen eine Diazepam-Gabe. Bei schweren Vergiftungen ist eine Intubation mit künstlicher Beatmung indiziert.